# Andaspis mori
Andaspis mori är en insektsart som beskrevs av Ferris in Rao och Ferris 1952. Andaspis mori ingår i släktet Andaspis och familjen pansarsköldlöss. Inga underarter finns listade i Catalogue of Life.